# Round-robin scheduling
Round-Robin scheduling (zkratka RR) je v informatice jeden z nejzákladnějších, nejstarších a velmi často implementovaných plánovacích algoritmů, který v operačním systému rozhoduje o tom, kterému spuštěnému procesu bude přidělen procesor.

## Základní vlastnosti
Tento algoritmus přiřazuje běžícímu procesu kvantum času, po který může být proces zpracováván na procesoru. Po uběhnutí tohoto času je proces odstaven a na místo něj je spuštěn jiný. Algoritmus předpokládá konstantní prioritu všech procesů, které plánuje.

## Kvantum
Důležitou části tohoto algoritmu je kvantum času, který je přidělen danému procesu. Přepnutí procesu je totiž operace, která zabere jistý čas a příliš časté přepínání vede k velké režii operačního systému (např. přepnutí po 1ms je značně neefektivní). Ve Windows je kvantum 20ms, ve Windows CE asi 25ms.[zdroj?]